# Stanley Fischer

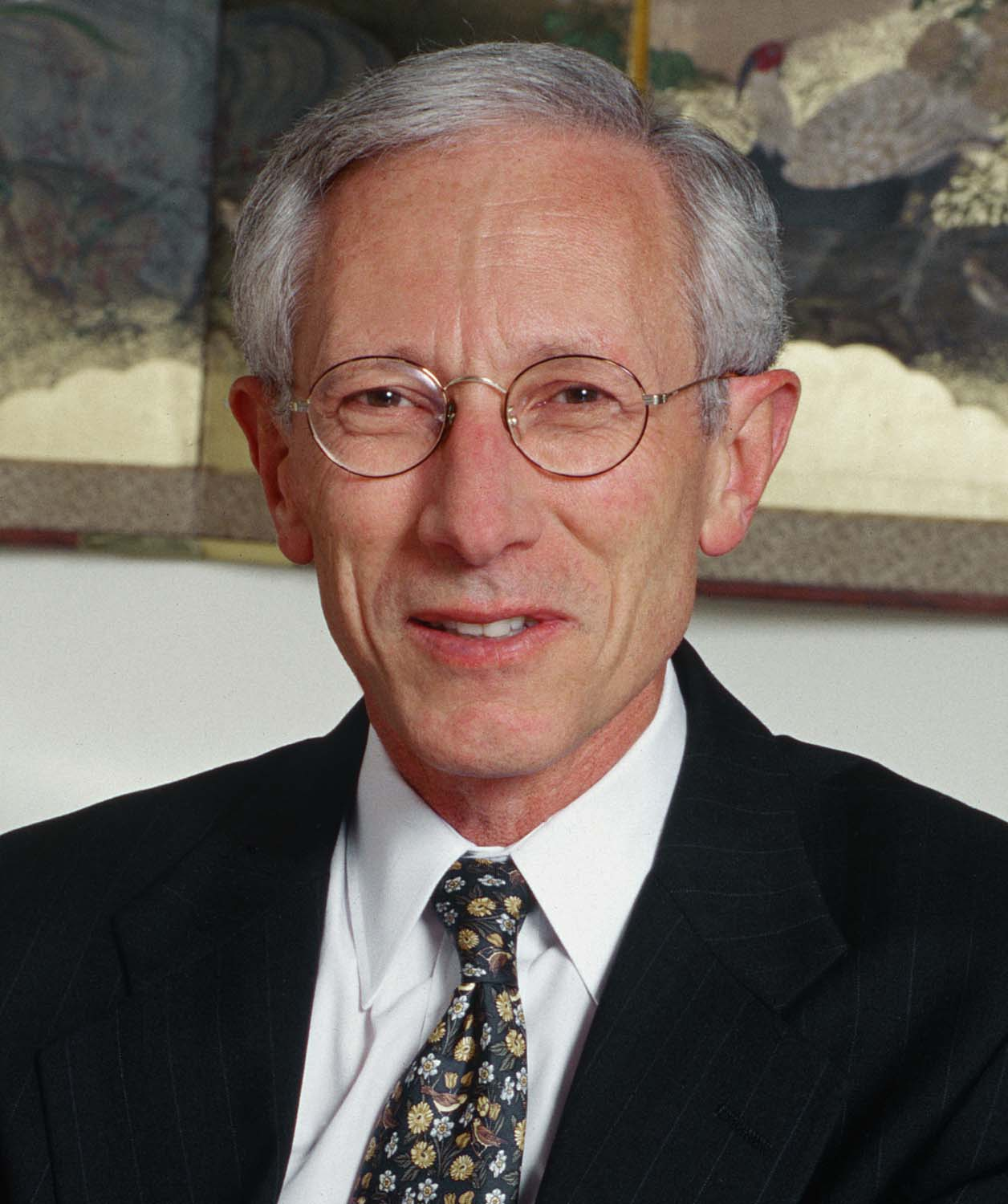
Stanley Fischer (2000)

Stanley Fischer (hebräisch סטנלי פישר; * 15. Oktober 1943 in Mazabuka, Nordrhodesien, heute Sambia; † 31. Mai 2025 in Lexington, Massachusetts) war ein israelisch-US-amerikanischer Ökonom und bis Oktober 2017 stellvertretender Vorsitzender der Federal Reserve. Er war von 2005 bis 2013 Gouverneur der israelischen Zentralbank Bank of Israel.

## Kindheit und Ausbildung
Fischer kam in der ehemals nordrhodeischen Stadt Mazabuka als Kind europäisch-jüdischer Einwanderer zur Welt. Im Alter von 13 Jahren siedelte die Familie nach Südrhodesien (heute Simbabwe) um, wo er unter anderem in der Zionistischen Jugendbewegung Habonim aktiv wurde. Fischer erwarb später den Bachelor of Science und anschließend einen Master of Science in Wirtschaftswissenschaften an der London School of Economics, an der er von 1962 bis 1966 studierte. Er erwarb 1969 einen Ph.D. am Massachusetts Institute of Technology. Im Jahr 1976 erwarb er die amerikanische Staatsbürgerschaft.

## Karriere

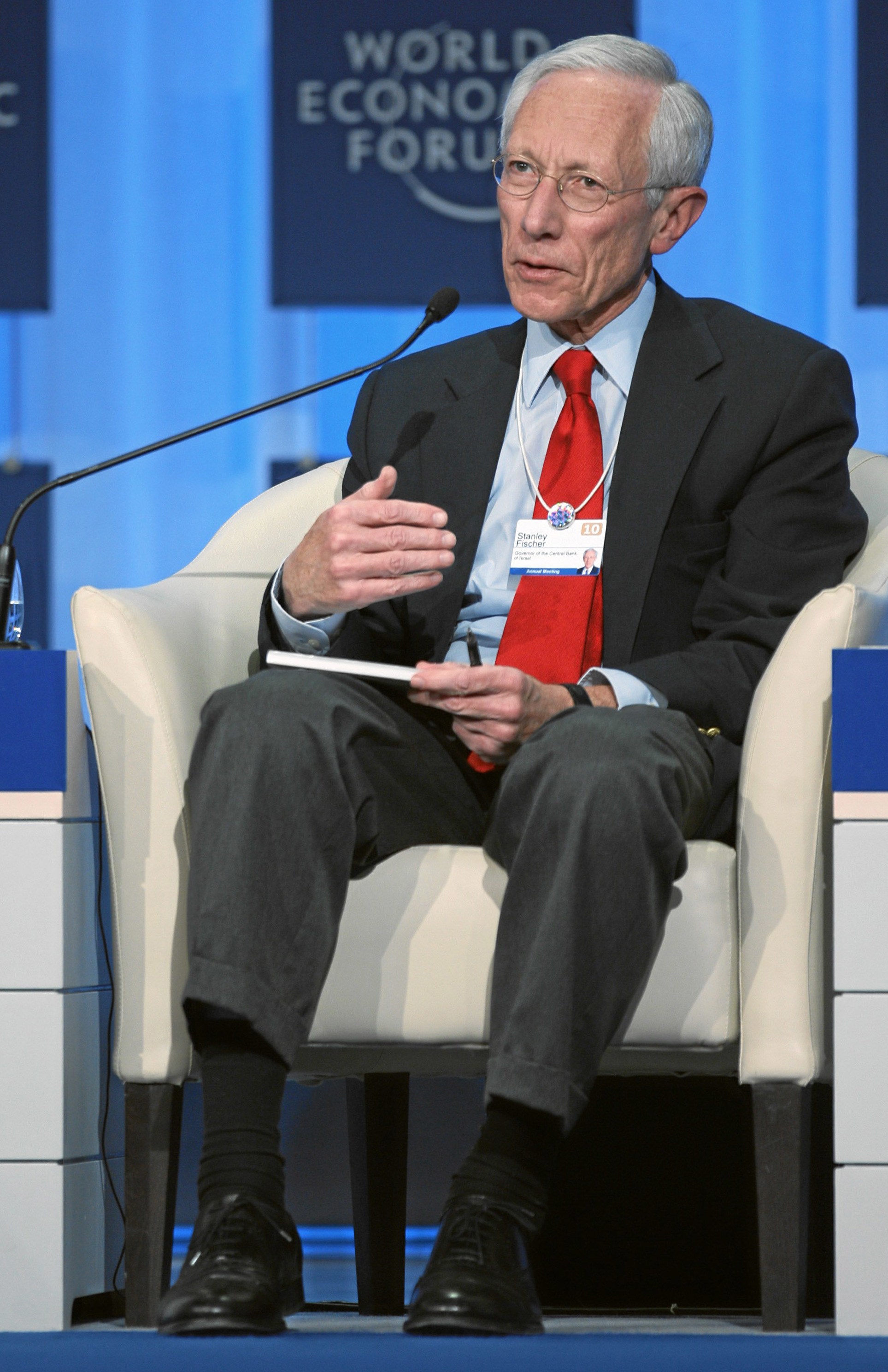
Fischer während des WEFs 2010

Am Massachusetts Institute of Technology wirkte er von 1977 bis 1988 als Professor. Dort schrieb er zwei weitbeachtete Lehrbücher: Macroeconomics (mit Rudiger Dornbusch und Richard Startz) und Lectures in Macroeconomics (mit Olivier Blanchard).
Vom Januar 1988 bis zum August 1990 war er Vizepräsident der Weltbank und wurde später, vom September 1994 bis Ende August 2001, erster stellvertretender Direktor des Internationalen Währungsfonds. Nachdem er den IWF verlassen hatte, wurde er stellvertretender Vorstandsvorsitzender der Citigroup. Fischer war bei der Citigroup vom Februar 2002 bis zum April 2005.
Am 1. Mai 2005 wurde er zum Gouverneur der israelischen Zentralbank ernannt. Er war durch Ariel Scharon und Finanzminister Benjamin Netanjahu am 9. Januar 2005 für den Posten nominiert worden. Fischer war bereits 1985 als US-amerikanischer Berater für die israelische Zentralbank tätig. Um seine neue Funktion antreten zu können, wurde Fischer israelischer Staatsangehöriger, indem er als Jude das Rückkehrgesetz in Anspruch nahm, behielt aber seine US-amerikanische Staatsbürgerschaft bei. Er ersetzte David Klein, dessen Amtszeit bei der israelischen Zentralbank am 16. Januar 2005 geendet hatte.
Am 11. Juni 2011 wurde seine Bewerbung auf den Vorsitz des IWF bekannt. Am 13. Juni 2011 wurde seine Kandidatur vom IWF aus Altersgründen abgelehnt, da Kandidaten laut Statuten nicht älter als 65 Jahre alt sein dürfen. Für eine Änderung der Statuten fand sich keine Mehrheit. Fischer war zum Zeitpunkt seiner Bewerbung 67 Jahre alt.
Fischer gab sein Amt als Gouverneur der israelischen Zentralbank per 30. Juni 2013 ab.
Am 28. Mai 2014 wurde Fischer stellvertretender Vorsitzender der US-Notenbank Fed. Anfang September 2017 verkündete er nach Differenzen mit US-Präsident Donald Trump sein vorzeitiges Ausscheiden aus der Fed, das Mitte Oktober wirksam wurde. Seine reguläre Amtszeit als Vize-Präsident wäre am 12. Juni 2018 geendet, die Mitgliedschaft in der Fed war auf den 31. Januar 2020 terminiert.

## Tod
Fischer starb am 31. Mai 2025 im Alter von 81 Jahren in Lexington, Massachusetts.

## Ehrungen
- 1981: Aufnahme in die American Academy of Arts and Sciences
- 2002: Bernhard-Harms-Preis des Instituts für Weltwirtschaft Kiel[8]

## Artikel über Fischer
- BBC News: Israel looks to US for bank chief, 10. Januar 2005
- Bloomberg: Top Worldwide - Citigroup's Fischer to Head Israel's Central Bank (Memento vom 22. Juni 2011 im Internet Archive), 9. Januar 2005
- Why so gloomy on the global economy? (Memento vom 17. November 2004 im Internet Archive), 4. Oktober 2004
- Citigroup: Stanley Fischer: The Life of an Internationally Renowned Economist (Memento vom 21. August 2008 im Internet Archive), 13. August 2004